# Marie Marimon
Marie Antoinette Ernestine Marimon, née à Paris le 19 décembre 1839 et morte à Paris le 27 juillet 1923, est une chanteuse d'opéra, soprano, l'une des chanteuses attitrées des soirées, des Tuileries, au milieu et à la fin du Second Empire.

## Biographie
Marie Marimon ne fréquente pas le Conservatoire. À quatorze ans, elle est élève de Laure Cinti-Damoreau. Elle étudie avec Gilbert Duprez à Paris et fait ses débuts, en 1857, au Théâtre-Lyrique, dirigé par Léon Carvalho, dans le rôle d’Hélène, dans une production de Théodore Semet, La Demoiselle d'Honneur. Elle se fait applaudir dans La perle du Brésil de Félicien  David, La Fanchonnette de Louis Clapisson, Broskowano de Louis Deffès, Abu Hassan, une des premières œuvres de Weber, et Orphée de Gluck dans la nouvelle version produite par Berlioz.
Puis, elle chante à l'Opéra-Comique dans le rôle de Maïma, dans Barkouf de Jacques Offenbach  en 1860. Elle se fait applaudir dans, les Diamants de la Couronne, de Auber, le Pré aux Clercs, Le Songe d'une nuit d'été, les Noces de Jeannette, le Toréador, etc. ; sa création, d'Une Folie à Rome de Federico Ricci , 30 janvier 1869, la fait sortir du rang. Elle y trouve le rôle brillant, tout de bravoure spirituelle qui convenait à sa voix extraordinairement étendue et dont la souplesse se jouait au milieu de toutes les difficultés.
À la suite de ce succès, les engagements lui vinrent en foule de l'étranger ; elle chante au théâtre et aux concerts classiques aux États-Unis, en Belgique, en Hollande, mais surtout en Angleterre, où elle était adorée des dilettantes du Théâtre de Covent Garden. Elle fait ses débuts à Covent Garden, le 4 mai 1871. Elle chante en italien, notamment La Fille du régiment, à Drury Lane dirigé par James Henry Mapleson (en) en 1871-72.
Elle reparaît à Paris, au Théâtre Lyrique de la Gaîté, en 1876. Maria se retire de la scène en 1884.
Alboni lui avait légué un piano ; elle en a fait don à l'Académie nationale de Musique.
Marie Marimon meurt en 1923 et est inhumée au cimetière du Père-Lachaise (17e division).